# Saitnihuta (Dolok Sanggul)
Saitnihuta is een bestuurslaag in het regentschap Humbang Hasundutan van de provincie Noord-Sumatra, Indonesië. Saitnihuta telt 2011 inwoners (volkstelling 2010).